# San Simeón profeta (título cardenalicio)
San Simeón profeta o San Simeón en Posterula, fue un título cardenalicio de la Iglesia católica. Fue instaurado el 4 de diciembre de 1551 por el papa Julio III y suprimido por el papa Sixto V en 1587.

## Titulares
- Giacomo Puteo (4 de diciembre de 1551 - 29 de mayo de 1555)
- Virgilio Rosario (24 de marzo de 1557 - 22 de mayo de 1559)
- Bernardo Salviati (27 de junio de 1561 - 15 de mayo de 1566)
- Vacante (1566 - 1570)
- Charles d'Angennes de Rambouillet (9 de junio de 1570 - 20 de noviembre de 1570)
- Giovanni Aldobrandini (20 de noviembre de 1570 - 7 de septiembre de 1573)
- Vacante (1573 - 1584)
- Scipione Lancellotti (9 de enero de 1584 - 20 de abril de 1587)
  - Título suprimido en 1587